# 李世俊
李世俊（1929年5月—），曾用名李保贵，男，河南洛阳人，中华人民共和国政治人物。

## 生平
1948年5月至1953年12月，为洛阳机务段工人。1953年12月至1959年6月，为潼关机务段司炉、副司机、司机。1954年6月，加入中国共产党。1959年6月至1975年3月，为西安机务段司机、司机长，当选劳动模范。1975年3月至1979年5月，任西安铁路局党委常委、总工会副主任。1979年5月至1982年12月，任西安铁路局党委常委、总工会副主任，带职任西安机务段党委副书记、副段长。1982年12月至1984年10月，任西安铁路局总工会副主席、党组副书记。1984年12月至1989年10月，任西安铁路分局视查室副主任、工会视查员。曾任中共第十一届中央委员。